# Протея
Протея (Protea) — рід рослин родини протейні.

## Назва
Назву для роду дав Карл Лінней у 1735 році в честь грецького бога Протея, що міг перетворюватися на різні тварини і речі.

## Класифікація
Протеї вважаються одними з найдавніших родин покритонасінних. Їхні предки жили на континенті Гондвана 75–80 млн років тому.
Більшість видів зустрічаються у Капському флористичному царстві. Переважно це кущі та невеликі дерева. Квіти зібрані у великі суцвіття. Плід — горішок.
Деякі види дуже декоративні, наприклад Protea cynaroides.

## Галерея

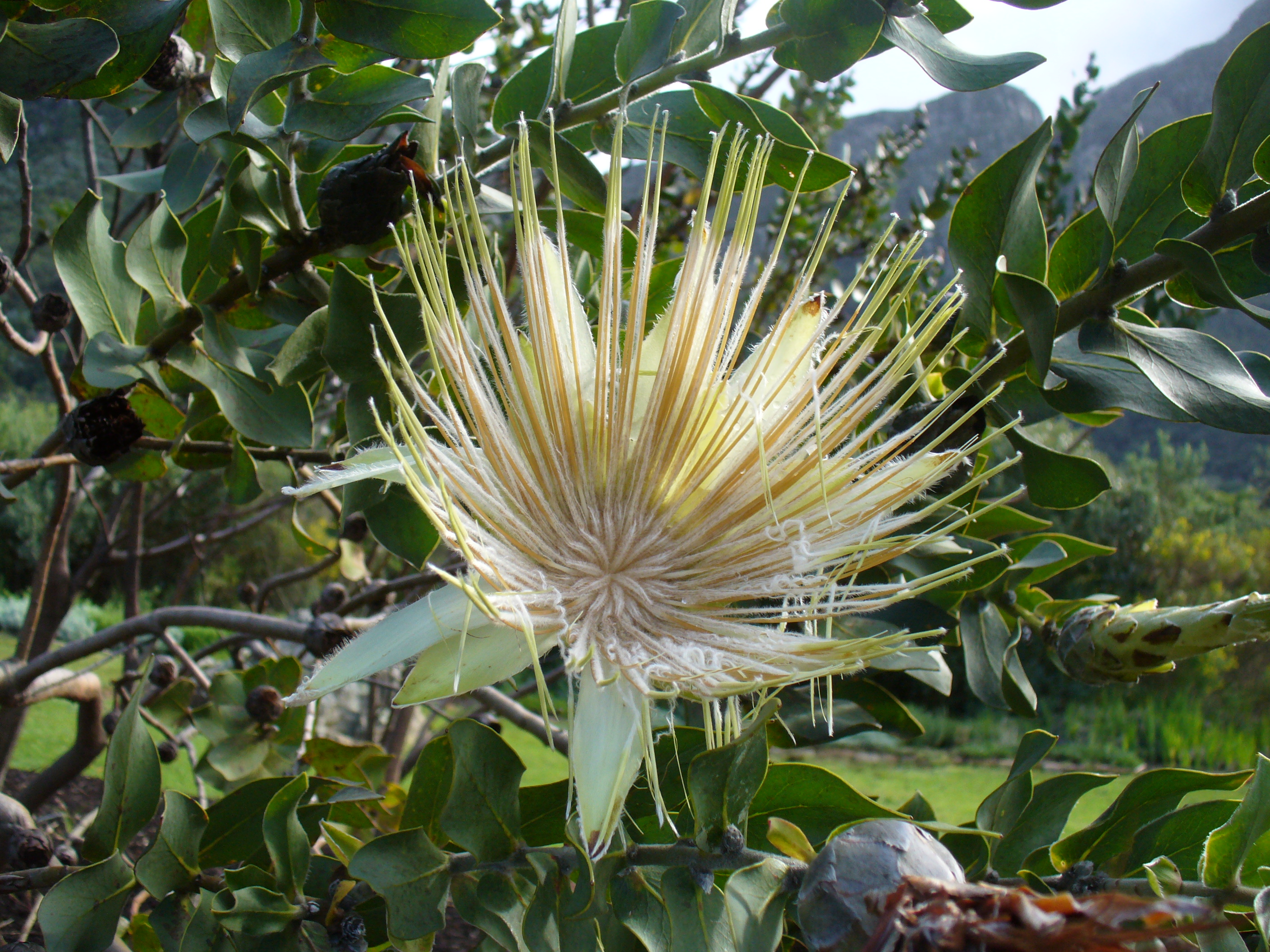
Protea aurea
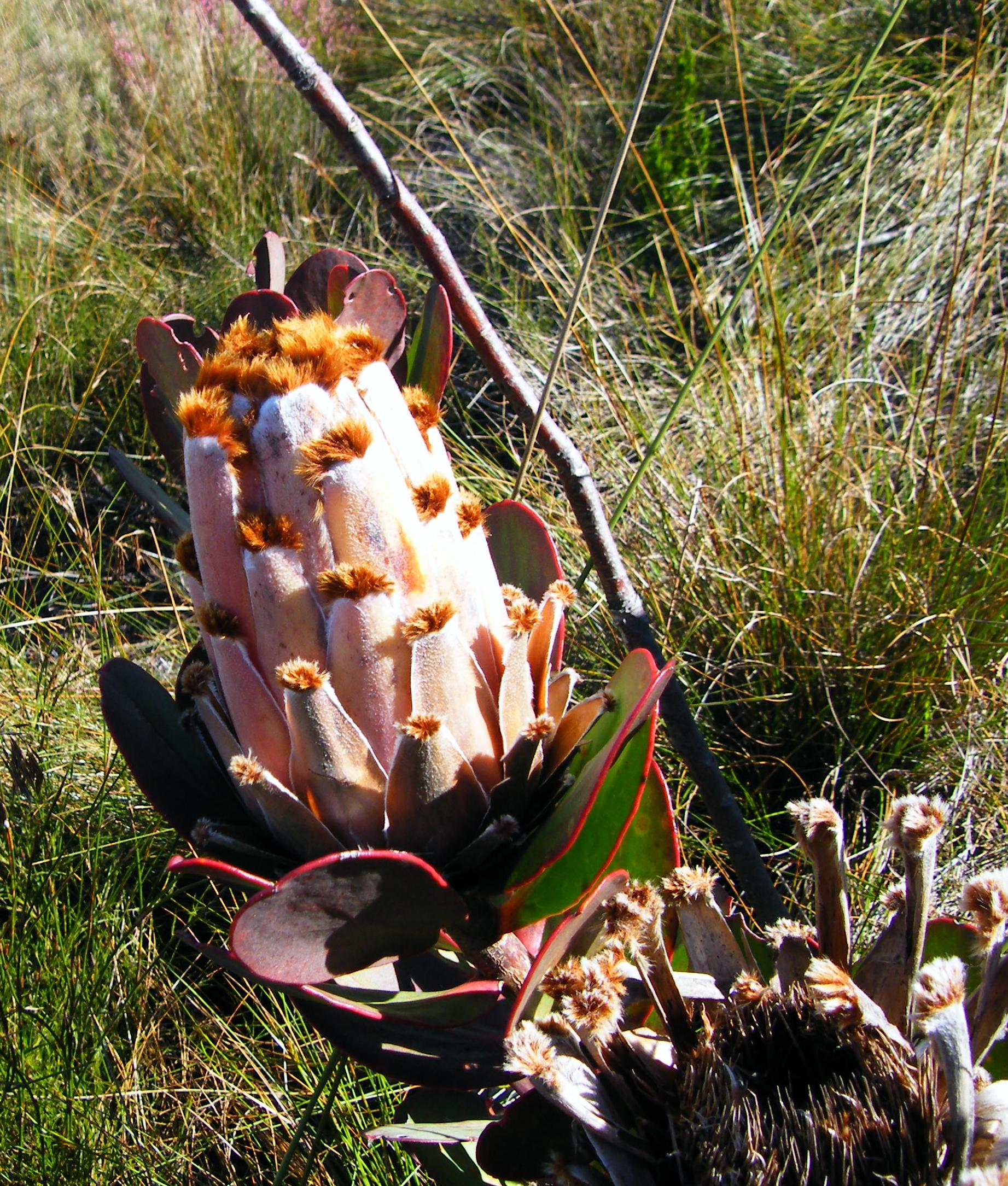
Protea speciosa
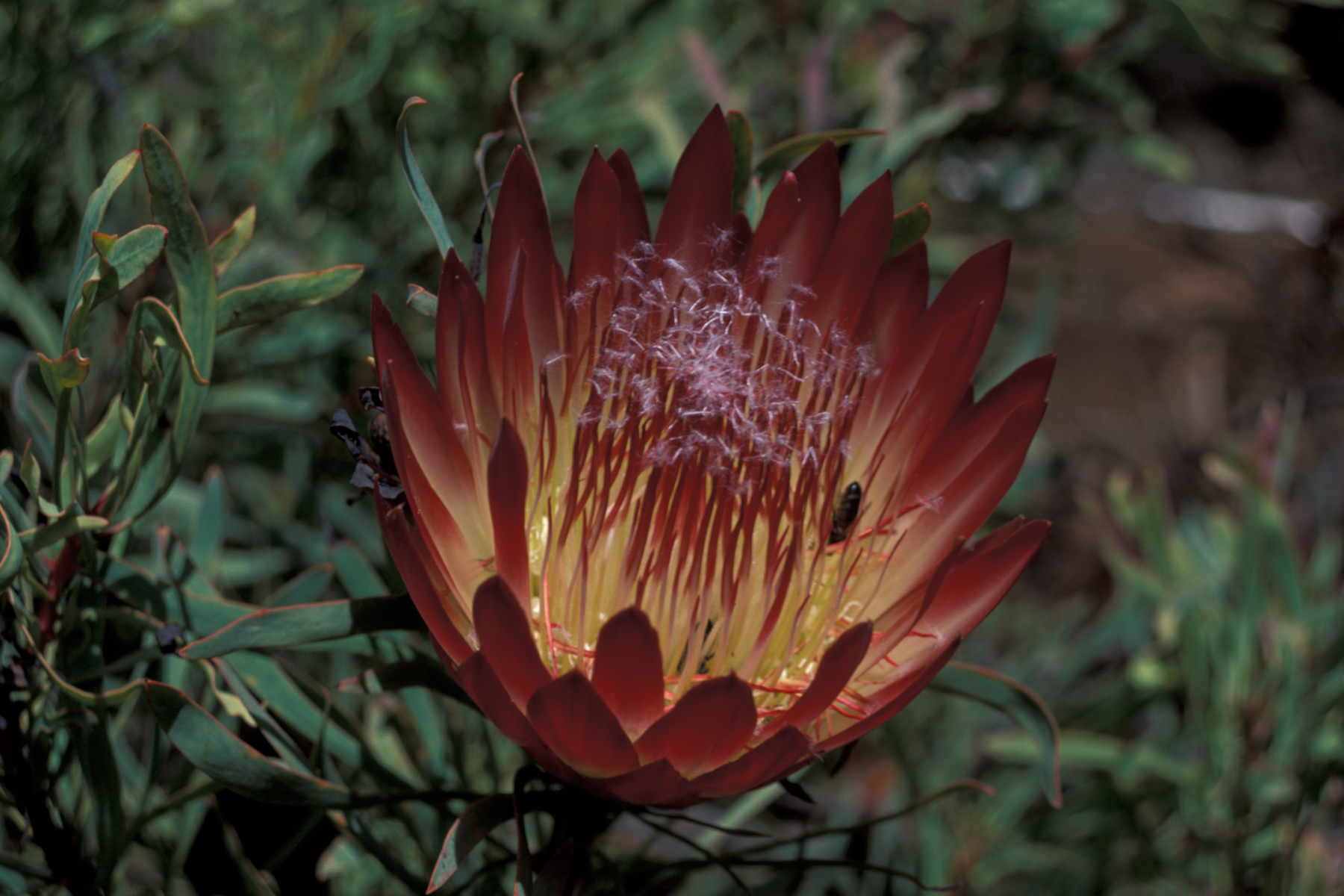
Protea repens